# Konferenz über Sicherheit und Zusammenarbeit in Europa

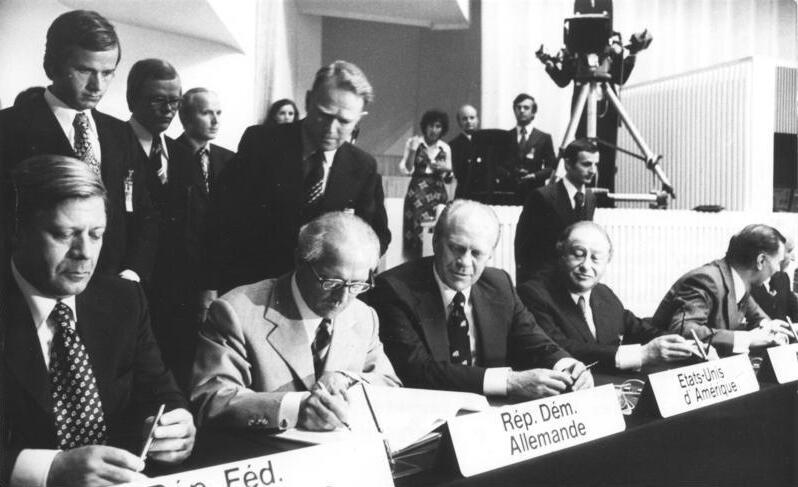
Helmut Schmidt, Erich Honecker, Gerald Ford und Bruno Kreisky unterzeichnen das KSZE-Abschlussdokument. Leonid Breschnew als Unterzeichner für die Sowjetunion nicht im Bild.

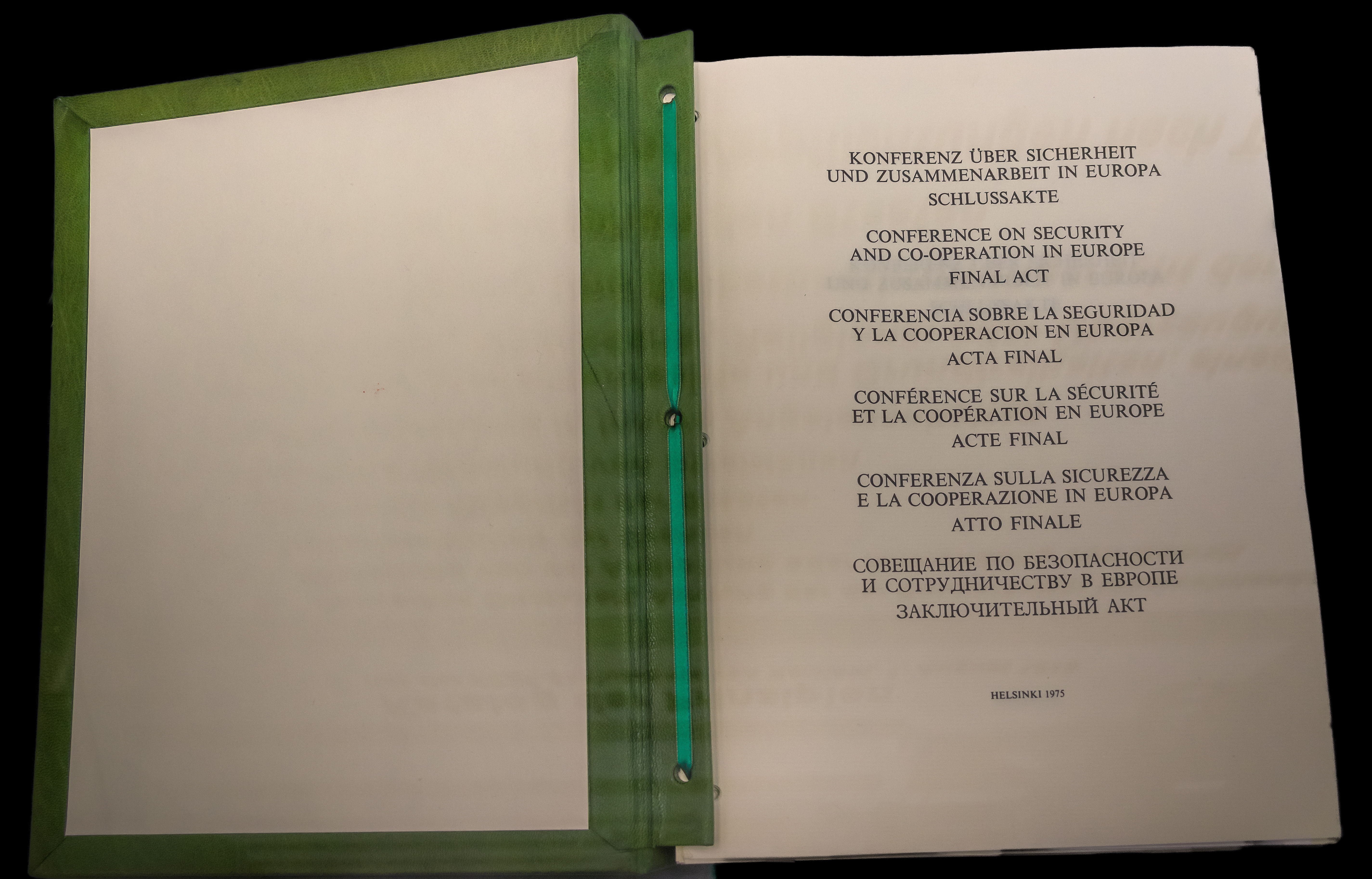
Die Schlussakte der Konferenz über Sicherheit und Zusammenarbeit in Europa (KSZE) von 1975. Ausgestellt im Haus der Geschichte

Die Konferenz über Sicherheit und Zusammenarbeit in Europa (KSZE) war eine Folge von blockübergreifenden Konferenzen der europäischen und nordamerikanischen Staaten zur Zeit des Ost-West-Konfliktes. Die erste Konferenz fand vor allem auf Initiative der Teilnehmerstaaten des Warschauer Pakts ab dem 3. Juli 1973 in Helsinki statt. Teilnehmer waren 35 Staaten: die USA, Kanada, die Sowjetunion und alle europäischen Staaten mit Ausnahme von Albanien und Andorra, die erst später der KSZE beitraten. 1995 wurde die KSZE mit der Organisation für Sicherheit und Zusammenarbeit in Europa (OSZE) als Nachfolgerin institutionalisiert.

## Vorgeschichte
Erste Anregungen zu einer „Europäischen Sicherheitskonferenz“ gab es bereits in den 1950er Jahren. Am 5. Juli 1966 gab es bei der Tagung des Politischen Beratenden Ausschusses (PBA) des Warschauer Paktes in Bukarest in der „Deklaration über die Festigung des Friedens und der Sicherheit in Europa“ den Vorschlag der Einberufung einer „Konferenz über Fragen der Europäischen Sicherheit“. Die Konferenz sollte vor allem zur Auflösung der bestehenden Allianzen beitragen und die USA – als nicht-europäischen Staat – aus Europa verdrängen. Vom 24. bis 26. April 1967 tagte eine Konferenz der kommunistischen und Arbeiterparteien Europas in Karlsbad und unterstützte auch in der „Karlsbader Erklärung“ über Frieden und Sicherheit in Europa die Position zur Schaffung eines Systems zur kollektiven Sicherheit. Der Einmarsch der Warschauer-Pakt-Staaten in die ČSSR im August 1968 führte wieder zu einer Verschärfung der Lage. Am 17. März 1969 folgte der „Budapester Appell“ des Politischen Beratenden Ausschusses des Warschauer Paktes zur Einberufung einer „Gesamteuropäischen Konferenz“. Am 11. April 1969 erklärten die NATO-Minister in Washington sich bereit, mit den osteuropäischen Staaten Themen für Verhandlungen zu erörtern, und alle Regierungen mit politischer Verantwortung in Europa müssten daran teilnehmen. Am 9. Mai 1969 folgte ein Memorandum der finnischen Regierung mit dem Angebot, die Konferenz und die Vorbereitungstreffen in Helsinki abzuhalten. Am 1. März 1971 gab es ein erstes Treffen des „Unterausschusses KSZE“ des Politischen Komitees im Rahmen der Europäischen Politischen Zusammenarbeit (EPZ) der Staaten der Europäischen Gemeinschaften in Paris. Am 10. Dezember 1971 erklärten sich die NATO-Minister in Brüssel bereit zu multilateralen KSZE-Verhandlungen bei Abschluss des Viermächteabkommens über Berlin.
Im Zuge der weltweiten Entspannungspolitik sowie nach Inkrafttreten der Ostverträge und des Grundlagenvertrages Anfang der 70er Jahre wuchs dann in Ost und West das Interesse an einer weitreichenden Verständigung.

## Vorbereitungen und erste KSZE-Konferenz in Helsinki
Die Verhandlungen über die KSZE-Schlussakte gliederten sich in zwei Phasen. Am 22. November 1972 trat in Helsinki die erste Vorbereitungskonferenz zusammen. Auf Botschafterebene verhandelten die beteiligten Staaten über die Struktur des Schlussdokumentes und über die Arbeitsweise der eigentlichen Konferenz. Bei diesen Vorverhandlungen gelang es sowohl dem Ostblock als auch dem Westen, die jeweils für sie bedeutsamen Themen, vor allem die Unveränderlichkeit der Grenzen, respektive Menschenrechte und Freizügigkeit, als Themen für die Hauptverhandlungen festzulegen. Die Vorbereitungskonferenzen gliederten sich in vier Runden:
| Vorbereitungskonferenzen                |
| --------------------------------------- |
| 28. November 1972 bis 15. Dezember 1972 |
| 15. Januar 1973 bis 9. Februar 1973     |
| 28. Februar 1973 bis 6. April 1973      |
| 25. April 1973 bis 8. Juni 1973         |

Schließlich wurde als 2. Phase die Konferenz über Sicherheit und Zusammenarbeit in Europa (KSZE) am 3. Juli 1973 in Helsinki eröffnet. An der Konferenz nahmen die sieben Staaten des Warschauer Vertrages, 13 neutrale Länder und die 15 NATO-Staaten teil. Albanien war nicht vertreten.
Die Bundesrepublik Deutschland und die Deutsche Demokratische Republik nahmen gleichberechtigt an der KSZE teil. Für die SED-Regierung war dies ein wichtiger Schritt zur internationalen Anerkennung. Der DDR ging es vor allem um die Anerkennung des Status quo in Europa und um die Nichteinmischung in ihre inneren Angelegenheiten. Die Menschenrechte wurden jedoch auch nach Unterzeichnung der Schlussakte nicht beachtet. Deshalb sprach sich die CDU/CSU-Opposition im Bundestag gegen die KSZE aus. Für sie täuschten die Beschlüsse von Helsinki nur über die Wirklichkeit hinweg.
Die Beteiligung der USA und Kanadas erfolgte auf ausdrücklichen Wunsch der Staaten der Europäischen Gemeinschaft (EG). Die Verhandlung über den eigentlichen Text der Schlussakte begann mit einer Konferenz der Außenminister der beteiligten Staaten vom 3. bis 7. Juli. Die Kommissionsphase der KSZE in Genf begann am 18. September 1973. Bei den Hauptverhandlungen wurde vor allem um die Frage des Verhältnisses zwischen dem Prinzip der staatlichen Souveränität und des Rechtes der Individuen auf Freizügigkeit und freien Zugang zu Informationen gerungen. Aus Sicht der Bundesrepublik Deutschland zählte auch das Offenhalten der Möglichkeit für friedliche Grenzänderungen mit Hinblick auf eine angestrebte Wiedervereinigung mit der DDR zu den zentralen Verhandlungsgegenständen. Nach teilweise sehr zähen Verhandlungen einigten sich alle Staaten im Mai 1975 auf Kompromissformeln zu allen strittigen Bereichen, die den Weg zur Unterzeichnung der Schlussakte freimachten.

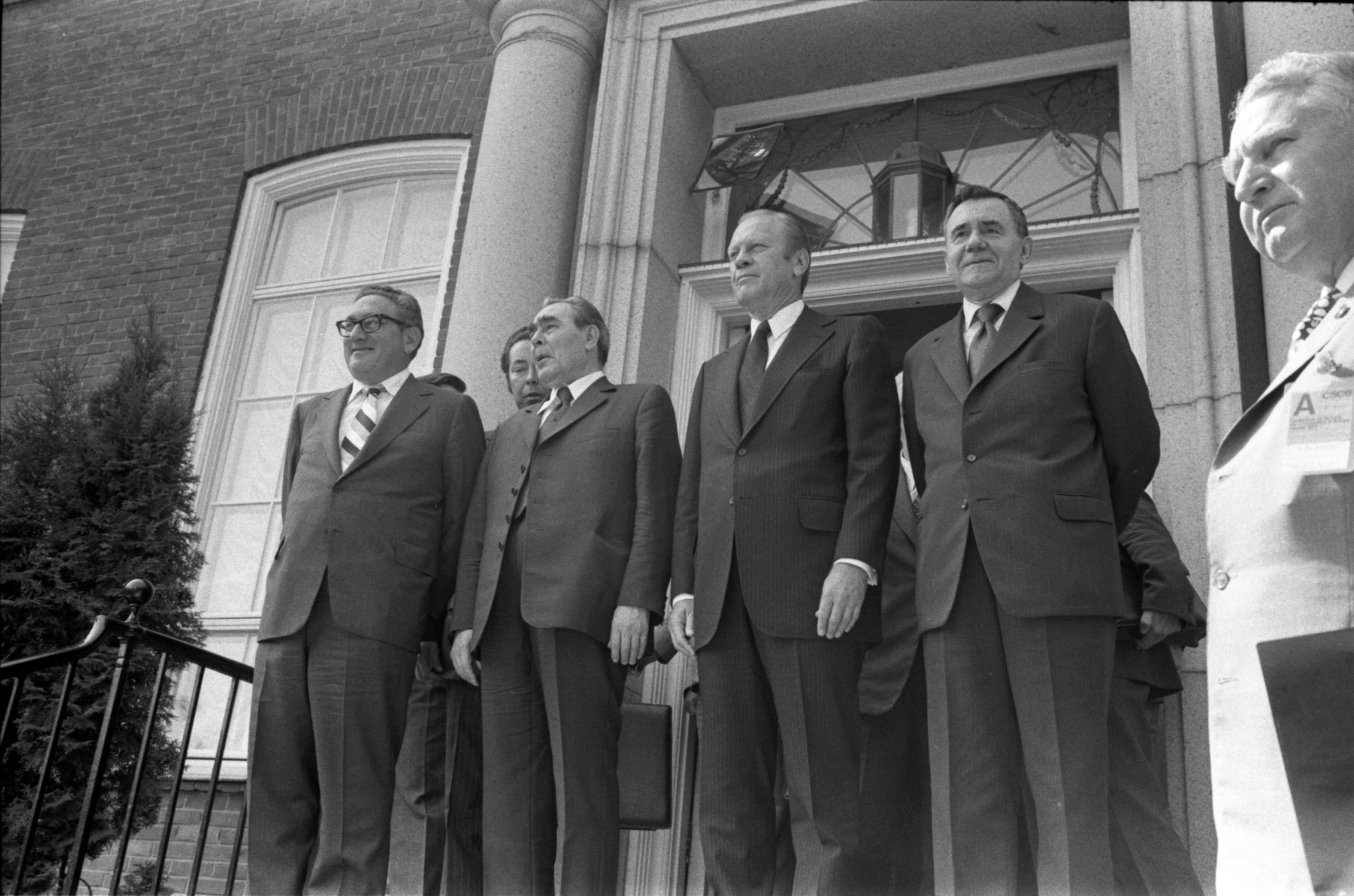
Von links nach rechts: Henry Kissinger, Leonid Breschnew, Gerald Ford und Andrei Gromyko vor der US-amerikanischen Botschaft in Helsinki, im Juli 1975

## Schlussakte von Helsinki
Bis zum Abschluss der Verhandlungen achteten Diplomaten darauf, dass Menschenrechtsgruppen die Abmachungen nicht gefährdeten. Beispielsweise hatte die Sowjetunion verlangt, dass die Unterdrückung nichtrussischer Völker in der Sowjetunion nicht zur Sprache kommen dürfe. Als das Baltic World Council und die Weltvereinigung Freier Letten das Gipfeltreffen in Helsinki 1975 nutzen wollten, um auf die seit 1944/1945 dauernde Besetzung Estlands, Lettlands und Litauens hinzuweisen, verlangte die sowjetische Delegation von der finnischen Regierung die Verhaftung dieser „Unruhestifter“. Die finnische Regierung beugte sich und ließ die Vertreter der beiden Organisationen bei der Ankunft verhaften. In Finnland und in Schweden standen ihre Verhaftung und ihre Freilassung nach einer Intervention des State Department mehr im Mittelpunkt des Medieninteresses als die Unterzeichnung der KSZE-Schlussakte.
Nach zweijährigen Verhandlungen vom 18. September 1973 bis zum 21. Juli 1975 in Genf wurde am 1. August 1975 die KSZE-Schlussakte in Helsinki unterschrieben. Die unterzeichnenden Staaten verpflichteten sich in dieser Absichtserklärung zur Unverletzlichkeit der Grenzen, zur friedlichen Regelung von Streitfällen, zur Nichteinmischung in die inneren Angelegenheiten anderer Staaten sowie zur Wahrung der Menschenrechte und Grundfreiheiten. Außerdem wurde die Zusammenarbeit in den Bereichen Wirtschaft, Wissenschaft und Umwelt vereinbart. In Folgekonferenzen sollte die Umsetzung der KSZE-Schlussakte in den einzelnen Staaten geprüft werden.

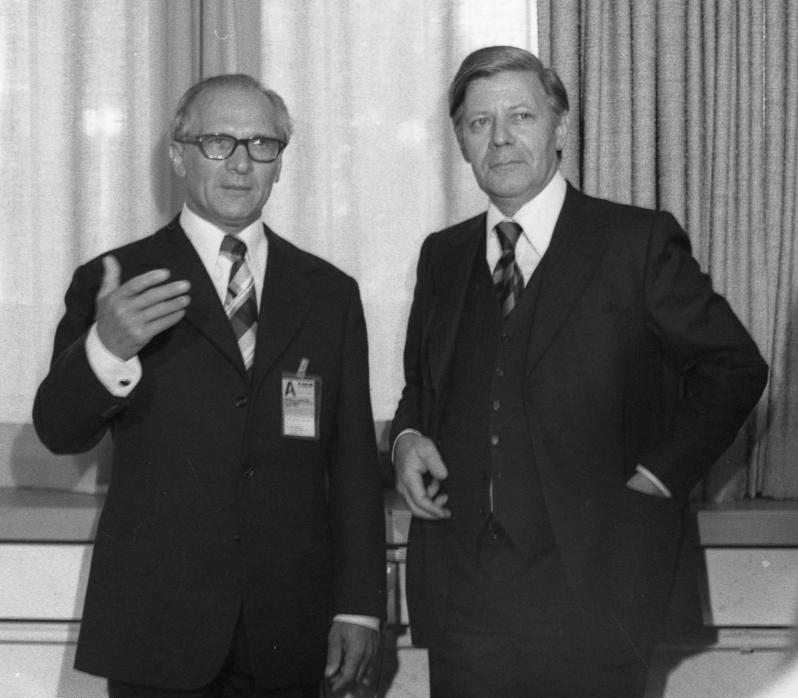
Erich Honecker und Helmut Schmidt auf der KSZE-Konferenz am 30. Juli 1975

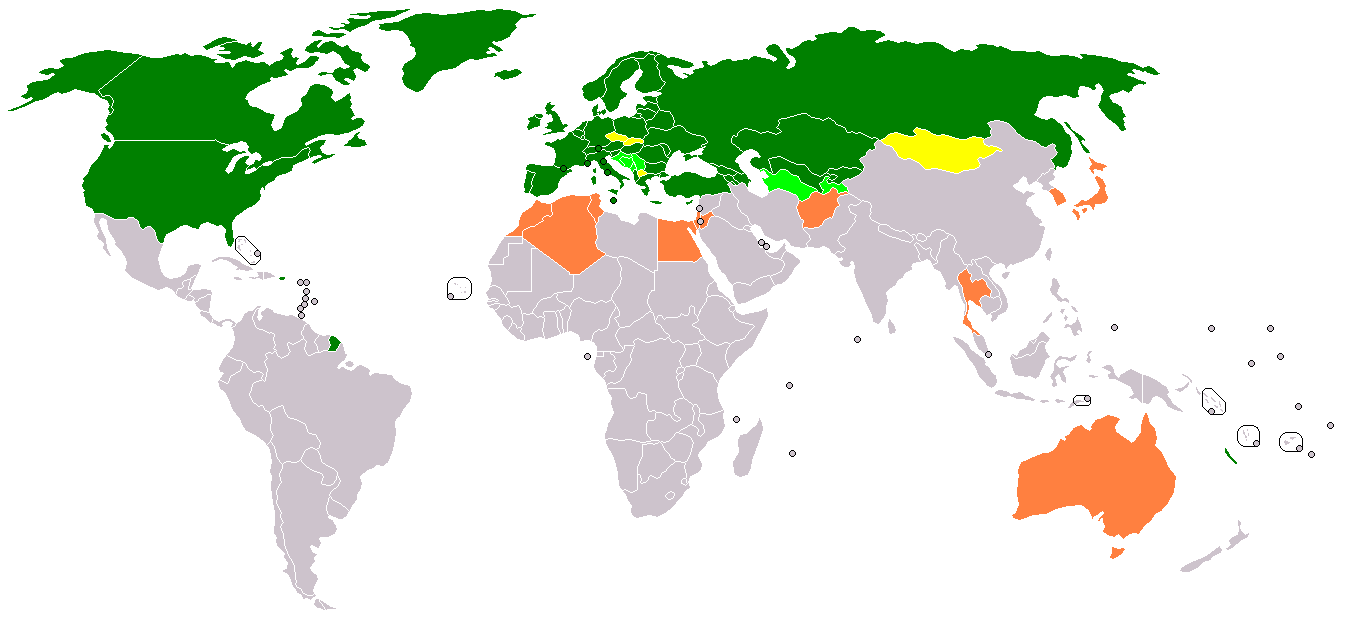
Schlussakte von Helsinki und Pariser Charta unterzeichnet
Schlussakte von Helsinki unterzeichnet
keine Unterzeichnung
Partnerstaaten

Die Schlussakte von Helsinki ist kein völkerrechtlicher Vertrag, sondern eine selbstverpflichtende Aussage der Staaten. In ihr wurden Vereinbarungen über die Menschenrechte, die Zusammenarbeit in Wirtschaft, Wissenschaft, Technik und Umwelt, Sicherheitsfragen sowie Fragen der Zusammenarbeit in humanitären Angelegenheiten getroffen. Ziel war es, Ost und West in Europa zu einem geregelten Miteinander zu verhelfen.
Das Dokument ist in vier Abschnitte gegliedert:
- Abschnitt 1 behandelt „Fragen der Sicherheit in Europa“, gegliedert in eine Erklärung von zehn Leitprinzipien der Beziehungen der Teilnehmerstaaten und deren Erläuterung sowie ein Dokument über vertrauensbildende Maßnahmen im militärischen Bereich.
Die zehn Prinzipien waren:

1. Souveräne Gleichheit, Achtung der der Souveränität innewohnenden Rechte
2. Enthaltung von der Androhung oder Anwendung von Gewalt
3. Unverletzlichkeit der Grenzen
4. Territoriale Integrität der Staaten
5. Friedliche Regelung von Streitfällen
6. Nichteinmischung in innere Angelegenheiten
7. Achtung der Menschenrechte und Grundfreiheiten, einschließlich der Gedanken-, Gewissens-, Religions- und Überzeugungsfreiheit
8. Gleichberechtigung und Selbstbestimmungsrecht der Völker
9. Zusammenarbeit zwischen den Staaten
10. Erfüllung völkerrechtlicher Verpflichtungen nach Treu und Glauben

- Abschnitt 2 behandelt die Zusammenarbeit in den Bereichen Wirtschaft, Wissenschaft, Technik und Umwelt
- Abschnitt 3 beschäftigt sich mit Fragen der Sicherheit und Zusammenarbeit im Mittelmeerraum; hierzu waren in der zweiten Konferenzphase Ansichten und Vorschläge der nicht an der Konferenz teilnehmenden Mittelmeer-Anrainer Algerien, Ägypten, Israel, Marokko, Syrien und Tunesien gehört worden.
- Abschnitt 4 schließlich behandelt Grundsätze der Zusammenarbeit in humanitären und kulturellen Bereichen.

Außerdem enthält die Schlussakte eine Präambel sowie einen Schlussteil mit dem Titel „Folgen der Konferenz“, der die Willensbekundung der Teilnehmerstaaten zur Anwendung der Konferenzbeschlüsse enthält sowie die Verabredung zur Fortsetzung des Konferenz-Prozesses in Nachfolgekonferenzen.
Das Dokument zu vertrauensbildenden Maßnahmen in Abschnitt 1 enthielt konkrete sicherheitspolitische Vereinbarungen. Hierzu gehörte die Ankündigung von Manövern ab 25.000 Soldaten mindestens 21 Tage im Voraus und die Einladung von Beobachtern zu diesen Manövern. Nicht Gegenstand der KSZE-Verhandlungen waren konkrete Abrüstungsvereinbarungen. Diese wurden parallel bei den MBFR-Verhandlungen in Wien diskutiert und 1989 nach 16 Jahren ergebnislos abgebrochen.

## Folgen der Konferenz

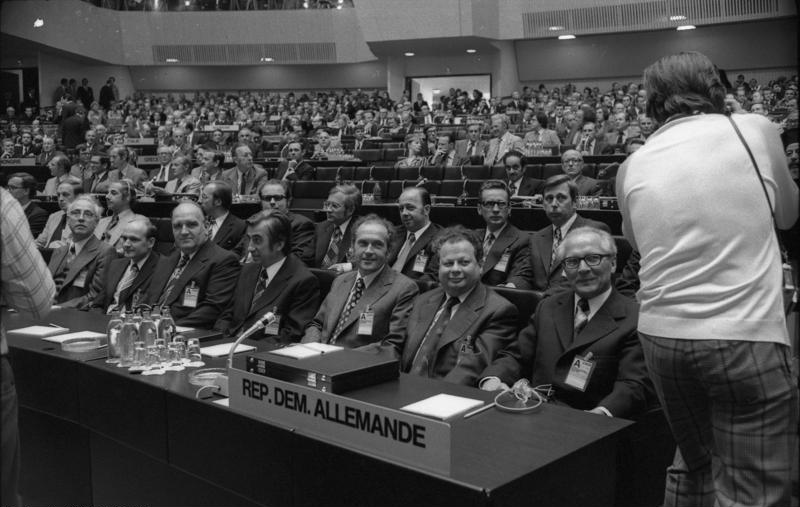
Konferenzplenum

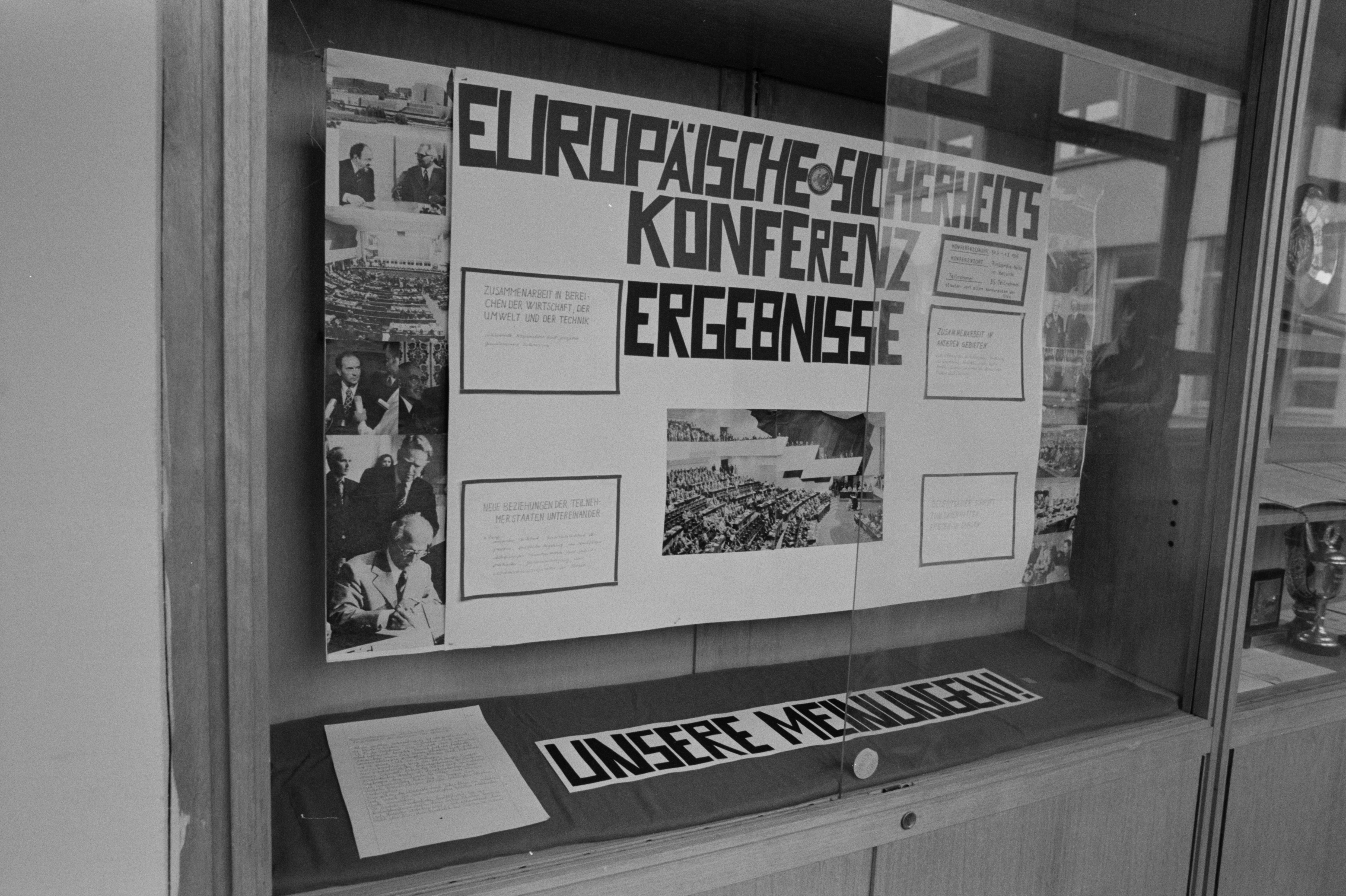
Wandzeitung in einer Dresdner Schule nach der Konferenz

Die Konferenz war von einem Tauschgeschäft geprägt: Für den Ostblock brachte sie die Anerkennung der Grenzen der Nachkriegsordnung und einen stärkeren wirtschaftlichen Austausch mit dem Westen. Im Gegenzug machte der Osten Zugeständnisse bei den Menschenrechten.
Unmittelbar nach der Konferenz galt in den Augen vieler Beobachter der Ostblock als eigentlicher Gewinner der Konferenz, da erstmals die Grenzen der osteuropäischen Staaten (insbesondere Polens und der DDR) in einem internationalen Vertrag anerkannt wurden, das Prinzip der „Nichteinmischung“ in die inneren Angelegenheiten festgeschrieben und auch die Grundlagen für (vom RGW-Raum gewünschte) Wirtschaftsbeziehungen geschaffen wurden.
Erst später zeigte sich, dass das Kapitel VII der Schlussakte („Achtung der Menschenrechte und Grundfreiheiten, einschließlich der Gedanken-, Gewissens-, Religions- oder Überzeugungsfreiheit“), das von den RGW-Staaten wohl zunächst nicht ernst genommen worden war, ein größeres Gewicht besaß. Er gab den Anstoß für die Gründung zahlreicher „Helsinki-Gruppen“ in der Sowjetunion, darunter die Moskauer Helsinki-Gruppe, die Ukrainische Helsinki-Gruppe, die litauische Helsinki-Gruppe, die lettische Helsinki-Gruppe, die estnische Helsinki-Gruppe und die georgische Helsinki-Gruppe. Kapitel VII wurde zur Grundlage für die Arbeit vieler osteuropäischer Dissidenten und Menschenrechtsorganisationen. Dazu zählen zum Beispiel die Bürgerrechtsbewegung in der DDR, die Charta 77 in der ČSSR, Solidarność in Polen oder Human Rights Watch, die sich auf die Akte von Helsinki beriefen. Sie trugen zum Zusammenbruch des Ostblocks bei, so dass die KSZE maßgeblich zum Ende des Ost-West-Konflikts beitrug.
|                                     | Manöver über 25.000 Soldaten | Manöver über 25.000 Soldaten | Manöver unter 25.000 Soldaten | Manöver unter 25.000 Soldaten |
| Ankündigungen                       | Einladungen                  | Ankündigungen                | Einladungen                   |                               |
| ----------------------------------- | ---------------------------- | ---------------------------- | ----------------------------- | ----------------------------- |
| NATO-Staaten                        | 28                           | 25                           | 36                            | 11                            |
| Warschauer-Pakt-Staaten             | 20                           | 6                            | 5                             | 1                             |
| Neutrale und Nichtgebundene Staaten | 7                            | 5                            | 12                            | 4                             |
| Gesamt                              | 55                           | 36                           | 53                            | 16                            |

Im Rahmen des KSZE-Prozesses meldete die NATO am 22. August 1975 erstmals das Militärmanöver „Große Rochade“, an dem 68.000 Soldaten teilnahmen. Von 1979 bis 1985 wurden von Seiten des Warschauer Paktes keine Beobachtereinladungen zu Manövern mehr ausgesprochen.

## KSZE-Folgekonferenzen

### Belgrad 1977–1978
Vom 15. Juni bis 5. August 1977 begannen die Vorbereitungstreffen für das KSZE-Folgetreffen, darunter auch Gespräche vom 20. Juni bis 28. Juli 1977 für das „Wissenschaftliche Forum“ der KSZE in Bonn. Das erste Folgetreffen der KSZE vom 4. Oktober 1977 bis zum 9. März 1978 in Belgrad war allerdings praktisch ergebnislos. Die Sowjetunion rief weiterhin zur Entspannung in den Ost-West-Beziehungen auf, schränkte aber ihre interventionistische Politik auf anderen Gebieten nicht ein. Ein KSZE-Expertentreffen über friedliche Streitschlichtung fand vom 31. Oktober bis 1. Dezember 1977 in Montreux statt. Ein weiteres KSZE-Expertentreffen über wirtschaftliche, wissenschaftliche und kulturelle Zusammenarbeit im Mittelmeerraum wurde vom 13. Februar bis 26. März 1979 in Valletta abgehalten.
Neun Monate nach dem Abschluss der ersten KSZE-Folgekonferenz 1978 gab es einen Rückschlag im KSZE-Prozess durch den NATO-Doppelbeschluss und die sowjetische Invasion im Nachbarland Afghanistan.

### Madrid 1980–1983
Vom 18. Februar bis 23. März 1980 tagte das „Wissenschaftliche Forum“ der KSZE in Hamburg. Vom 9. September bis 10. November 1980 begannen die Vorbereitungstreffen für das KSZE-Folgetreffen ab 11. November 1980 in Madrid. Die westlichen Teilnehmerstaaten der KSZE brachten die Ereignisse in Afghanistan auf die Tagesordnung. Auch die Ausrufung des Kriegszustandes in Polen am 13. Dezember 1981 und die Behandlung politischer Dissidenten in der Sowjetunion, die sich auf die Schlussakte von Helsinki beriefen, wurden während des Konferenzzeitraums ein Thema, so dass am 12. März 1982 die KSZE-Verhandlungen abgebrochen und erst am 9. November 1982 fortgeführt wurden. Wichtigstes Abschlussergebnis war dann bei der Schlusskonferenz am 9. September 1983 in Madrid schließlich im Korb I ein Übereinkommen zu einem Mandat für eine „Konferenz über Sicherheits- und Vertrauensbildende Maßnahmen und Abrüstung in Europa (KVAE)“ mit Verhandlungsbeginn im Januar 1984 in Stockholm. Durch das Scheitern der INF-Verhandlungen (Intermediate Range Nuclear Forces, nukleare Mittelstreckenwaffen) im November 1983 wurde auch der KSZE-Prozess schwer belastet. Vom 21. März bis 30. April 1984 fand erneut ein KSZE-Expertentreffen über friedliche Streitschlichtung in Athen statt. Ein KSZE-Treffen über wirtschaftliche, wissenschaftliche und kulturelle Zusammenarbeit im Mittelmeerraum tagte vom 16. bis 26. Oktober 1984 in Venedig.

### KVAE: Stockholm 1984–1986
Die Vorbereitungstreffen zur Konferenz über Sicherheits- und Vertrauensbildende Maßnahmen und Abrüstung in Europa (KVAE) begannen am 25. Oktober 1983 in Helsinki und der Beginn der Konferenz war am 17. Januar 1984 in Stockholm, als ein neues Forum für den Sicherheitsdialog in Europa und integraler Bestandteil des Prozesses der KSZE-Teilnehmerstaaten. Entsprechend dem Mandat des 2. KSZE-Folgetreffens von Madrid vom 6. September 1985 wurden in der ersten Phase „Vertrauens- und Sicherheitsbildende Maßnahmen (VSBM)“ vereinbart, die militärisch bedeutsam, politisch verbindlich und angemessen verifizierbar waren und als Anwendungsgebiet ganz Europa vom Atlantik bis zum Ural umfasste. Bis zum 3. KSZE-Folgetreffen in Wien sollten die Treffen der KVAE abgeschlossen sein.
Am 19. September 1986 wurde die KVAE mit einem Schlussdokument beendet, in dem die vertrauensbildenden Maßnahmen aus der Schlussakte von Helsinki weiter ausgebaut wurden. Die Ankündigungen kleinerer Manöver und die Einladung von Manöverbeobachtern der Gegenseite wurden zur Pflicht. Zur Überprüfung der Einhaltung der Vereinbarungen konnten nun auch Inspektionen zu Land und aus der Luft bereits 36 Stunden nach der Ankündigung eingesetzt werden. Eine Ablehnung durch das betroffene Land war nicht möglich.
1985 wurden außerdem die INF-Verhandlungen wieder aufgenommen und führten im Dezember 1987 zu einem bedeutenden Abkommen zwischen den USA und der Sowjetunion zur weltweiten Beseitigung aller amerikanischen und sowjetischen landgestützten nuklearen Mittelstreckenraketen. Der Rückzug der sowjetischen Truppen aus Afghanistan 1989 führte weiterhin zur Entspannung.

### Wien 1986–1989 und Charta von Paris 1990

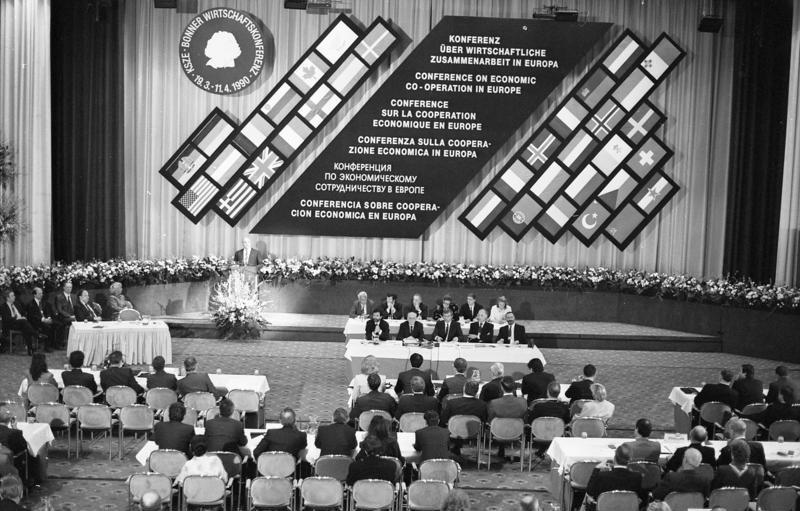
KSZE-Wirtschaftskonferenz im Hotel Maritim 1990 in Bonn

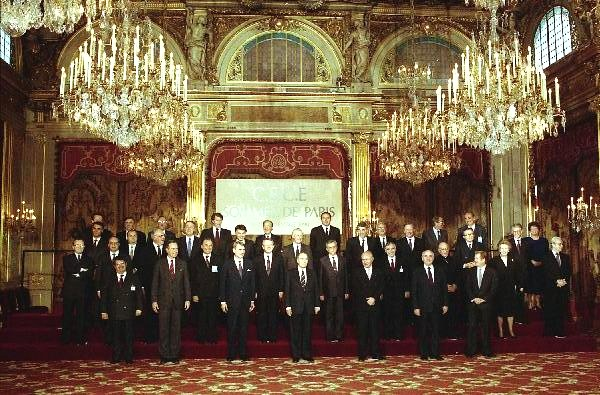
Staats- und Regierungschefs auf dem Gipfeltreffen in Paris 1990

Vom 21. November bis 4. Dezember 1984 gab es ein KSZE-Vorbereitungstreffen für ein Kulturforum im Herbst 1985 in Budapest zur Erörterung der kulturellen Aspekte des KSZE-Prozesses. Dieses wich vom traditionellen Rahmen der KSZE-Treffen ab: nicht ausschließlich Regierungsvertreter der einzelnen Länder, sondern Künstler und andere Persönlichkeiten aus dem kulturellen Leben nahmen daran teil. Gerade sie beeinflussten maßgeblich Themen und Verlauf der Diskussion. Vom 23. April bis 17. Juni 1984 gab es in Bezug auf Korb III ein KSZE-Expertentreffen über Menschenrechte und Grundfreiheiten in Ottawa und vom 15. April bis 26. Mai 1986 ein Expertentreffen über menschliche Kontakte in Bern. Das KSZE-Informationsforum tagte vom 26. April bis zum 10. Mai 1989 in London. Vom 23. September bis 6. Oktober 1986 begannen die Vorbereitungstreffen zur 3. KSZE-Folgekonferenz in Wien. Die Folgekonferenz begann im November 1986 und endete am 19. Januar 1989. Von Mai bis zum 23. Juni 1989 gab es in Paris ein Expertentreffen zur menschlichen Dimension der KSZE. Vom 23. September bis zum 19. Oktober 1989 tagte in Palma erneut die KSZE-Expertenkonferenz über Zusammenarbeit im Mittelmeerraum. Vom 19. März bis 11. April 1990 tagte die KSZE-Konferenz über wirtschaftliche Zusammenarbeit in Bonn. Vom 5. bis 28. Juni 1990 folgte in Kopenhagen ein Expertentreffen über die Menschliche Dimension der KSZE.
Mit der Charta von Paris auf dem Gipfeltreffen vom 19.–21. November 1990 wurde der Ost-West-Konflikt auf der normativen Ebene beendet. Damit hatte die KSZE ihre bisherige Funktion verloren. Auf dem KSZE-Gipfeltreffen in Paris wurde auch der Vertrag über Konventionelle Streitkräfte in Europa (KSE-Vertrag) von 22 Regierungschefs der NATO- und Warschauer Pakt-Staaten unterzeichnet. Dieser führte bis November 1995 zu einer Reduzierung von mehr als 50.000 angriffsfähigen konventionellen Waffensystemen in den Kategorien Kampfpanzer, gepanzerter Schützenpanzer, Artilleriesysteme, Angriffshubschrauber und Kampfflugzeuge in Europa. Anfang der 1990er Jahre spielte die Konferenz für Sicherheit und Zusammenarbeit in Europa (KSZE) damit eine zentrale Rolle bei der Neugestaltung der gesamteuropäischen Sicherheit, was einem Bedürfnis der neuen Demokratien in Ostmitteleuropa, aber auch von Deutschland und der Sowjetunion (später Russland) entsprach.
Die Unterzeichner der Charta von Paris beschlossen, einen mindestens jährlich tagenden Rat ihrer Außenminister als zentrales Forum einzurichten. Laut Zusatzdokument zur Charta habe der Ausschuss Hoher Beamter die Arbeit des Rates vorzubereiten, seine Beschlüsse auszuführen und die Kostenwirksamkeit der Institutionen, Tätigkeiten und des Personals der KSZE zu überwachen. Ab 22. November 1990 galt folgender Verteilerschlüssel zur Beteiligung der Teilnehmerstaaten an den Kosten:
- je 9,10 %: Deutschland, Frankreich, Großbritannien, Italien, Sowjetunion und die USA
- je 5,50 %: Kanada
- je 3,60 %: Belgien, Niederlande, Polen, Schweden und Spanien
- je 2,10 %: Dänemark, Finnland, Norwegen, Österreich, Schweiz, Tschechische und Slowakische Föderative Republik (ČSFR) und Ungarn
- je 0,83 %: Griechenland, Jugoslawien, Rumänien, Türkei
- je 0,62 %: Bulgarien, Irland, Luxemburg und Portugal
- je 0,20 %: Heiliger Stuhl, Island, Liechtenstein, Malta, Monaco, San Marino und Zypern.[4]

### Moskauer Mechanismus 1991
Es bestand seit 1991 die Möglichkeit, zur Überwachung der Umsetzung der Verpflichtungen im Bereich der Menschenrechte auf Antrag von mindestens zehn Teilnehmerstaaten unabhängige Experten einzusetzen, wobei das betroffene Land eigene Experten hinzu abordnen konnte. Der Mechanismus wurde von 1991 bis 2018 insgesamt sieben Mal in Gang gesetzt. So wurde der Mechanismus im Jahr 2010 wegen Grundrechtsbeschränkungen in Belarus aktiviert. Im Jahr 2018 wurden auf Antrag von 16 Ländern die Menschenrechtsverletzungen in Tschetschenien untersucht.

### Helsinki 1992

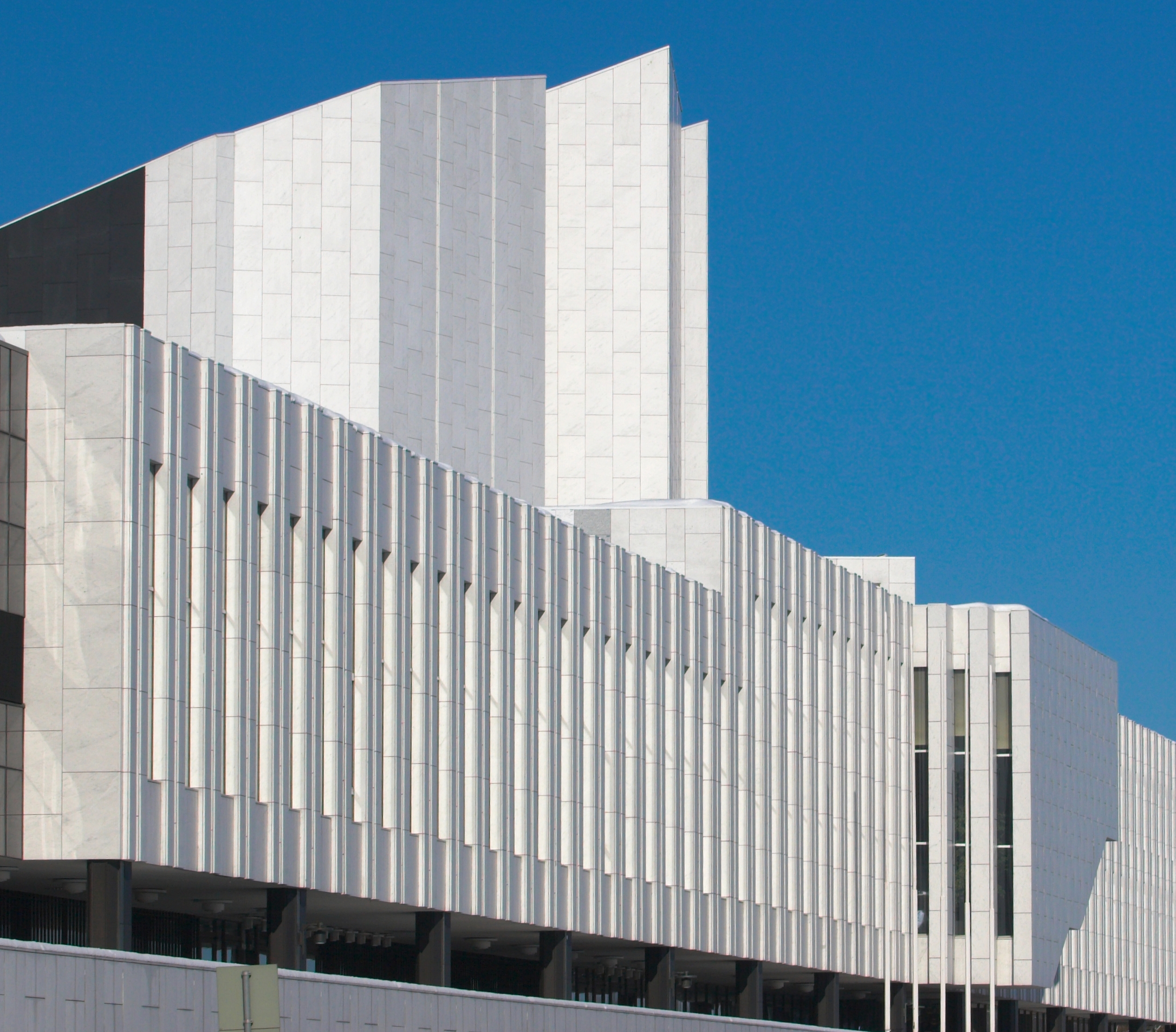
Tagungsort der KSZE: Die Finlandia-Halle

Vom 15. Januar bis 5. Februar 1991 gab es erneut ein Treffen über friedliche Streitbeilegung in Valletta. Vom 28. Mai bis 7. Juni 1991 gab es ein Symposium in Krakau über das kulturelle Erbe. Am 14. und 15. November 1991 gab es ein Expertentreffen über demokratische Institutionen in Oslo.
Am 10. März 1992 folgten die Vorbereitungstreffen und das vierte KSZE-Folgetreffen begann am 24. März 1992 in Helsinki. Die teilnehmenden Staats- und Regierungschefs unterzeichneten am 10. Juli 1992 das sogenannte Helsinki-Dokument. Es enthält die Erklärung, dass sich die KSZE als eine Regionale Abmachung gemäß Kapitel VIII der Charta der Vereinten Nationen versteht. Sie ist die Grundlage für eine Zusammenarbeit zwischen den Vereinten Nationen und der KSZE. Zu den wichtigsten Ergebnissen des Gipfeltreffens gehört das Instrumentarium zur Frühwarnung, Konfliktverhütung durch das neu eingerichtete „Konfliktverhütungszentrum (KVZ)“ in Wien und Krisenbewältigung einschließlich der Möglichkeit friedenserhaltender Maßnahmen. Zudem wurden die bis dahin in getrennten Bereichen geführten Rüstungskontrollverhandlungen zusammengefasst und das „KSZE-Forum für Sicherheitskooperation (FSK)“ in Wien mit einem neuen Mandat für die Rüstungskontrolle in Europa wird am 22. September 1992 eingerichtet.

### Budapest 1994 und Umbenennung in OSZE
Vom 30. November bis 1. Dezember 1993 gab es das vierte Treffen des Rates der Außenminister der KSZE-Teilnehmerstaaten in Rom. Am 26. Mai 1994 folgte in Paris eine Konferenz für Stabilität in Europa und am 8. Juli 1994 tagte die Parlamentarische Versammlung der KSZE in Wien.
Am 28. November 1994 verabschieden die KSZE-Staaten nach fünfjährigen Verhandlungen das Wiener Dokument 1994 über Vertrauens- und Sicherheitsbildende Maßnahmen. Das Dokument enthält einen umfangreichen Katalog von Maßnahmen über den jährlichen Austausch detaillierter Informationen über Streitkräfte, zur Verminderung von Risiken, gegenseitige Kontakte auf militärischem Gebiet, der Ankündigung und Beobachtung militärischer Aktivitäten, der Verifikation und Kommunikation sowie jährlicher Treffen zur Beurteilung der Durchführung. Ebenfalls beschlossen wurde der Weltweite Austausch militärischer Informationen.
Beim KSZE-Gipfeltreffen am 5. und 6. Dezember 1994 in Budapest wurde beschlossen, die KSZE in eine Organisation umzuwandeln, die mit Wirkung vom 1. Januar 1995 als Organisation für Sicherheit und Zusammenarbeit in Europa (OSZE) fortgeführt wird.

## KSZE-Teilnehmerstaaten 1971/1973 bis 1994
| Staat                                                          | Beitritt           | Schlussakte von Helsinki unterzeichnet | Pariser Charta unterzeichnet |
| -------------------------------------------------------------- | ------------------ | -------------------------------------- | ---------------------------- |
| Albanien                                                       | 19. Juni 1991      | 16. September 1991                     | 17. September 1991           |
| Armenien                                                       | 30. Januar 1992    | 8. Juli 1992                           | 17. April 1992               |
| Aserbaidschan                                                  | 30. Januar 1992    | 8. Juli 1992                           | 20. Dezember 1993            |
| Belarus                                                        | 30. Januar 1992    | 26. Februar 1992                       | 8. April 1993                |
| Belgien                                                        | 25. Juni 1973      | 1. August 1975                         | 21. November 1990            |
| Bosnien und Herzegowina                                        | 30. April 1992     | 8. Juli 1992                           |                              |
| Bulgarien                                                      | 25. Juni 1973      | 1. August 1975                         | 21. November 1990            |
| Dänemark                                                       | 25. Juni 1973      | 1. August 1975                         | 21. November 1990            |
| Deutschland (Bundesrepublik)                                   | 25. Juni 1973      | 1. August 1975                         | 21. November 1990            |
| Estland                                                        | 10. September 1991 | 14. Oktober 1992                       | 6. Dezember 1991             |
| Finnland                                                       | 25. Juni 1973      | 1. August 1975                         | 21. November 1990            |
| Frankreich                                                     | 25. Juni 1973      | 1. August 1975                         | 21. November 1990            |
| Georgien                                                       | 24. März 1992      | 8. Juli 1992                           | 21. Januar 1994              |
| Griechenland                                                   | 25. Juni 1973      | 1. August 1975                         | 21. November 1990            |
| Heiliger Stuhl                                                 | 25. Juni 1973      | 1. August 1975                         | 21. November 1990            |
| Irland                                                         | 25. Juni 1973      | 1. August 1975                         | 21. November 1990            |
| Island                                                         | 25. Juni 1973      | 1. August 1975                         | 21. November 1990            |
| Italien                                                        | 25. Juni 1973      | 1. August 1975                         | 21. November 1990            |
| Kanada                                                         | 25. Juni 1973      | 1. August 1975                         | 21. November 1990            |
| Kasachstan                                                     | 30. Januar 1992    | 8. Juli 1992                           | 23. September 1992           |
| Kirgisistan                                                    | 30. Januar 1992    | 8. Juli 1992                           | 3. Juni 1994                 |
| Kroatien                                                       | 24. März 1992      | 8. Juli 1992                           |                              |
| Lettland                                                       | 10. September 1991 | 14. Oktober 1991                       | 6. Dezember 1991             |
| Liechtenstein                                                  | 25. Juni 1973      | 1. August 1975                         | 21. November 1990            |
| Litauen                                                        | 10. September 1991 | 14. Oktober 1991                       | 6. Dezember 1991             |
| Luxemburg                                                      | 25. Juni 1973      | 1. August 1975                         | 21. November 1990            |
| Malta                                                          | 25. Juni 1973      | 1. August 1975                         | 21. November 1990            |
| Moldau                                                         | 30. Januar 1992    | 26. Februar 1992                       | 29. Januar 1993              |
| Monaco                                                         | 25. Juni 1973      | 1. August 1975                         | 21. November 1990            |
| Niederlande                                                    | 25. Juni 1973      | 1. August 1975                         | 21. November 1990            |
| Norwegen                                                       | 25. Juni 1973      | 1. August 1975                         | 21. November 1990            |
| Österreich                                                     | 25. Juni 1973      | 1. August 1975                         | 21. November 1990            |
| Polen                                                          | 25. Juni 1973      | 1. August 1975                         | 21. November 1990            |
| Portugal                                                       | 25. Juni 1973      | 1. August 1975                         | 21. November 1990            |
| Rumänien                                                       | 25. Juni 1973      | 1. August 1975                         | 21. November 1990            |
| Russland ab 30. Januar 1992 als Nachfolgestaat der Sowjetunion | 25. Juni 1973      | 1. August 1975                         | 21. November 1990            |
| San Marino                                                     | 25. Juni 1973      | 1. August 1975                         | 21. November 1990            |
| Schweden                                                       | 25. Juni 1973      | 1. August 1975                         | 21. November 1990            |
| Schweiz                                                        | 25. Juni 1973      | 1. August 1975                         | 21. November 1990            |
| Serbien als Rechtsnachfolger von Jugoslawien                   | 25. Juni 1973      | 1. August 1975                         | 21. November 1990            |
| Slowakei                                                       | 1. Januar 1993     |                                        |                              |
| Slowenien                                                      | 24. März 1992      | 8. Juli 1992                           | 8. März 1993                 |
| Spanien                                                        | 25. Juni 1973      | 1. August 1975                         | 21. November 1990            |
| Tadschikistan                                                  | 30. Januar 1992    | 26. Februar 1992                       |                              |
| Tschechien                                                     | 1. Januar 1993     |                                        |                              |
| Türkei                                                         | 25. Juni 1973      | 1. August 1975                         | 21. November 1990            |
| Turkmenistan                                                   | 30. Januar 1992    | 8. Juli 1992                           |                              |
| Ukraine                                                        | 30. Januar 1992    | 26. Februar 1992                       | 16. Juni 1992                |
| Ungarn                                                         | 25. Juni 1973      | 1. August 1975                         | 21. November 1990            |
| Usbekistan                                                     | 30. Januar 1992    | 26. Februar 1992                       | 27. Oktober 1993             |
| Vereinigtes Königreich                                         | 25. Juni 1973      | 1. August 1975                         | 21. November 1990            |
| Vereinigte Staaten                                             | 25. Juni 1973      | 1. August 1975                         | 21. November 1990            |
| Zypern                                                         | 25. Juni 1973      | 1. August 1975                         | 21. November 1990            |

| Staat                           | Beitritt      | Schlussakte von Helsinki unterzeichnet | Pariser Charta unterzeichnet                                                   |
| ------------------------------- | ------------- | -------------------------------------- | ------------------------------------------------------------------------------ |
| Deutsche Demokratische Republik | 25. Juni 1973 | 1. August 1975                         |                                                                                |
| Jugoslawien                     | 25. Juni 1973 | 1. August 1975                         | 21. November 1990                                                              |
| Tschechoslowakei                | 25. Juni 1973 | 1. August 1975                         | 21. November 1990, als Tschechische und Slowakische Föderative Republik (ČSFR) |
| Sowjetunion                     | 25. Juni 1973 | 1. August 1975                         | 21. November 1990                                                              |

## KSZE als Vorbild für die Bearbeitung anderer Konflikte
Die KSZE gilt als erfolgreiches System zur Entspannung und Bearbeitung zwischenstaatlicher Konflikte. 2002 schlug der ehemalige Bundesaußenminister Klaus Kinkel die Einrichtung einer „KSZ-Nahost“ unter Beteiligung regionaler Mächte für den israelisch-palästinensischen Konflikt vor. Eine solche Initiative müsse von der Europäischen Union ausgehen. 2014, vor dem Hintergrund des Kriegs in Syrien und wachsender Spannungen im Persischen Golf, insbesondere zwischen Saudi-Arabien und Iran, forderte der damals amtierende Bundesaußenminister Frank-Walter Steinmeier, die KSZE zum Vorbild zu nehmen. Die Formel von Helsinki sei „echte Sicherheit miteinander statt trügerischer Sicherheit voreinander, und das auf der Grundlage langsam wachsenden gegenseitigen Vertrauens.“ In einem Konzeptpapier der Bertelsmann Stiftung 2015 entwarfen die Politikberater Christian-Peter Hanelt und Christian Koch Grundlagen einer „KSZ-Golf“, die als „Sicherheitsnetz“ fungieren könnte, falls etwa die Nuklearverhandlungen mit Iran scheitern sollten.